# Kirani James
Kirani James (n. 1 septembrie 1992, Gouyave⁠(d), Saint John Parish⁠(d), Grenada) este un atlet ce a reprezentat Grenada, medaliat olimpic. A participat la 3 ediții ale Jocurilor Olimpice (2012, 2016, 2020) în care a câștigat o medalie de aur, o medalie de argint și o medalie de bronz în proba de 400 de metri.

## Palmares
| An   | Competiție                              | Locație                           | Loc | Eveniment | Note    |
| ---- | --------------------------------------- | --------------------------------- | --- | --------- | ------- |
| 2007 | Campionatul Mondial de Juniori (sub 18) | Ostrava, Cehia                    | 2   | 400 m     | 46,96   |
| 2008 | Campionatul Mondial de Juniori          | Bydgoszcz, Polonia                | 2   | 400 m     | 45,70   |
| 2009 | Campionatul Mondial de Juniori (sub 18) | Bressanone, Italia                | 1   | 200 m     | 21,05   |
| 2009 | Campionatul Mondial de Juniori (sub 18) | Bressanone, Italia                | 1   | 400 m     | 45,24   |
| 2009 | Campionatul Panamerican de Juniori      | Port of Spain, Trinidad și Tobago | 1   | 400 m     | 45,43   |
| 2009 | Campionatul Panamerican de Juniori      | Port of Spain, Trinidad și Tobago | 5   | 4 × 400 m | 3:11,91 |
| 2010 | Campionatul Mondial de Juniori          | Moncton, Canada                   | 1   | 400 m     | 45,89   |
| 2011 | Campionatul Panamerican de Juniori      | Miramar, Statele Unite            | 1   | 200 m     | 20,53   |
| 2011 | Campionatul Mondial                     | Daegu, Corea de Sud               | 1   | 400 m     | 44,60   |
| 2012 | Campionatul Mondial în sală             | Istanbul, Turcia                  | 6   | 400 m     | 46,21   |
| 2012 | Jocurile Olimpice                       | Londra, Marea Britanie            | 1   | 400 m     | 43,94   |
| 2013 | Campionatul Mondial                     | Moscova, Rusia                    | 7   | 400 m     | 44,99   |
| 2015 | Campionatul Mondial                     | Beijing, China                    | 3   | 400 m     | 43,78   |
| 2016 | Jocurile Olimpice                       | Rio de Janeiro, Brazilia          | 2   | 400 m     | 43,76   |
| 2019 | Campionatul Mondial                     | Doha, Qatar                       | 5   | 400 m     | 44,54   |
| 2021 | Jocurile Olimpice                       | Tokio, Japonia                    | 3   | 400 m     | 44,19   |
| 2022 | Campionatul Mondial                     | Eugene, Statele Unite             | 2   | 400 m     | 44,48   |
| 2023 | Campionatul Mondial                     | Budapesta, Ungaria                | 8   | 400 m     | DS      |
| 2024 | Jocurile Olimpice                       | Paris, Franța                     | 5   | 400 m     | 43,87   |

## Legături externe
- Materiale media legate de Kirani James la Wikimedia Commons
- en Kirani James la World Athletics
- en Kirani James la Olympedia.org